# Сизран
Сизран (на руски: Сызрань) е град в Самарска област, Русия, разположен на десния бряг на р. Волга при устието на р. Сизран. Населението му през 2010 година е 178 750 души.

## История
Основан е през 1683 г. като крепост за защита на търговските пътища на река Волга. Въпреки това, военната му функция бързо остава на заден план. Още през XVIII век е градът се превръща в основен търговски център в региона.

## Атракции
Сизран е запазил част от архитектурата на XIX век. В града са разположени 143 паметници на историята, културата и архитектурата. Сизранският Кремъл (1683) е главната атракция на града – паметник на културата от федерално значение, в който сега се помещава музей.
- Сизрански Кремъл – най-старата сграда в града.
- Казанската катедрала.
- Къщата на търговеца М.Чернухин, сега музей.

### Транспорт
Градът разполага с железопътна гара, автогара, речно пристанище, а в близост минава федералната магистрала M5.

### Железопътен транспорт
Сизран е важен за страната железопътен възел и осъществява връзка по 6 направления. В града има три жп гари: Сизран-1, Сизран-2, Сизран-Град.

## Икономика
Основните сектори на икономиката в града са: тежка промишленост (нефтена, машиностроене), лека (текстилна) и хранителна промишленост, строителство, транспорт, малък бизнес, търговия. Произвеждат се строителни материали.
В града има няколко големи и около 30 средни предприятия. Основният отрасъл е машинното инженерство и нефтопреработването. Някои от по-големите предприятия са:
- ТяжМаш – завод за тежко машиностроене;
- СНПЗ – нефтопреработвателен завод;
- Пластик – производство на пластмасови изделия;
- Сизранска ТЕЦ – топлоелектрическа централа.

## Побратимени градове
- Пиндиншан, Китай
- Ланклуатър, Франция